# Teropodi
Teropodi (Theropoda, "zvjerska stopala") su grupa dvonožnih dinosaura, pripadnika Saurischia. Iako su većinom bili mesožderi, brojne grupe su postale svežderi, kukcožderi i biljožderi. Teropodi su se prvi put pojavili tijekom kasnog trijasa, prije oko 230 milijuna godina i u njih su spadali svi veliki kopneni grabežljivci od rane jure do kraja krede, prije oko 65 milijuna godina. Danas su njihovi predstavnici 9900 vrsta ptica koje su nastale tijekom jure od malenih specijaliziranih dinosaura.
Među osobinama koje povezuju teropode i ptice su stopala s tri prsta, furcula, kosti ispunjene zrakom i (u nekim slučajevima) perje i ležanje na jajima.

## Opis

### Veličina
Ljudi već desetljećima znaju za Tyrannosaurusa kojeg se dugo smatralo najvećim teropodom. Međutim, nakon njegovog otkrića, brojni drugi divovski dinosauri mesožderi su otkriveni, uključujući i Spinosaurusa, Carcharodontosaurusa i Giganotosaurusa. Originalni primjerci Spinosaurusa (kao i noviji fosili otkriveni 2006. godine) podržavaju ideju da je Spinosaurus bio veći od tiranosaura i da je moguće da je bio i 6 metara duži i barem jednu tonu teži od njega. Još uvijek nije objašnjeno zašto su ove životinje bile toliko veće od grabežljivaca prije i poslije njih.
Najmanji teropod koji nije ptica, a pronađen je odrasli primjerak, je Anchiornis huxleyi, težak 110 grama i dug 34 cm. Ako se uključe i moderne ptice, onda je Mellisuga helenae (vrsta kolibrića) najmanji, težak samo 1,9 g i 5,5 cm dug.

### Koža, krljušti i perje
Mezozojski teropodi također bili raznoliki što se tiče teksture kože i pokrivnih materijala. Iako su poznate strukture slične perima kod nekih pticokukih dinosaura, perje ili njemu slične strukture nisu pronađene kod teropoda koji su bili manje razvijeni od Coelurosauria. Kod nekih primitivnijih teropoda je koža bila prekrivena malenim kvrgama. Kod nekih vrsta su ove bile rasute s većim krljuštima s koštanim jezgrom, tj. ostodermima. Ovaj tip kože je najpoznatiji kod ceratosaura Carnotaurusa, koji se fosilizirao s ekstenzivnim udubinama u koži.
Najprimitivniji teropodi s protoperjem su bili pripadnici Compsognathidae i rani pripadnici Tyrannosauroidea, koji su pripadali Coelurosauria. Ovi rani oblici su imali relativno kratko perje koje se sastojalo od jednostavnih filamenata koji su se granali. Ti prosti filamenti su također pronađeni kod Therizinosauroidea, koji su također posjedovali velika ukočena pera.
Većina pernatih teropoda, uključujući i moderne ptice, obično imaju krljušti samo na nogama. Neke forme izgleda da imaju pomiješano perje i na tijelu. Scansoriopteryx je imao krljušti ispod repa, a Juravenator je možda bio uglavnom pokriven krljuštima s nekim prostim filamentima ponegdje. S druge strane, neki teropodi su bili potpuno pokriveni perjem, poput Anchiornisa, koji je čak imao perje na stopalima i prstima.

### Anatomija ruku
Skraćeni prednji udovi u odnosu na zadnje noge je bila česta osobina među teropodima, posebno kod dinosaura poput Carnotaurusa i tiranosaura. Međutim, ova osobina nije bila univerzalna: spinosauridi su imali razvijene prednje udove, kao i mnogi coelurosauri. Za jedan rod, Xuanhanosaurus, se tvrdilo da su njegovi pripadnici bili četveronošci zbog velikih prednjih udova, ali se ovo više ne smatra vjerojatnim.
Ruke su također bile različite između grupa. Najčešće su imali 3 prsta, a prvi, drugi i treći (kod nekih drugi, treći i četvrti) su imali oštre pandže. Neki primitivni teropodi (Herrerasaurus, Eoraptor) su imali 4 prsta, kao i smanjeni peti. Pripadnici Ceratosauria su obično imali 4 prsta, a većina tetanura su imali 3.
Upotreba prednjih udova je također bila različita kod različitih grupa. Spinosauridi su mogli koristiti svoje snažne ruke za držanje riba. Neki manji coelurosauri (npr. dromaeosauridi, Scansoriopterygidae) su ih možda koristili za penjanje po drveću, a ptice, koje se smatraju potomcima teropoda, ih koriste za let.

### Pokretanje ruku
Suprotno od načina na koji se teropodi obično rekonstruiraju na crtežima i popularnim medijima, pokretanje prednjih udova kod teropoda je bilo vrlo ograničeno, posebno u odnosu na čovjeka i primate. Najvažnije, teropodi i drugi dvonožni gmazokuki nisu mogli okrenuti ruku prema nazad tako da je okrenuta prema nogama. Kod ljudi se to postiže pokretanjem radiusa relativno prema ulni. Međutim, kod gmazokukih dinosaura, kraj radiusa blizu lakta je bio zapravo zaključan u žljebu ulne, što je onemogućavalo pokretanje. Pkretanje kod zglova je također bilo ograničeno kod mnogih vrsta, pa su morali pokretati cijelu ruku. Kod teropoda i prosauropoda, jedini način da je dlan okrenut prema tlu bio bi poprečno širenje cijele ruke, kao kad ptica širi krila.
Kod carnosaura poput Acrocanthosaurusa, sama ruka je zadržala veliku pokretljivost, s pokretljivim prstima. Isto je tako bilo i kod primitivnih teropoda poput Herrerasauria i Dilophosauridae. Coelurosauria su pokazala promjenu u korištenju prednjih udova, s većom pokretljivošću ramena. Međutim, kod dinosaura poput pripadnika Ornithomimosauria i posebno Dromaeosauridae, sama ruka je izgubila većinu pokretljivosti, s vrlo nepokretljivim prstima. Dromaeosauri i drugi maniraptori su dobili veći pokretljivost kod zgloba, zahvaljujući jednoj specijaliziranoj kosti zgloba koja je imala oblik polumjeseca. Ona je omogućavala da se cijela ruka sklopi prema nazad kao kod današnjih ptica.

## Ponašanje

### Ishrana
Unatoč tome što su u povijesti smatrani isključivo mesožderima, teropodi zapravo pokazuju vrlo raznolike načine hranjenja i ishranu. Sva rana otkrića teropoda su ukazivala na to da su oni mesožderi. Primjerci poznati znanstvenicima u 19-om i ranom 20-om stoljeću su imali oštre zube za rezanje mesa, a s nekima su ostali čak i direktni dokazi njihove ishrane. Naprimjer, u trbuhu jednog Compsognathusa je pronađen gušter, a jedan primjerak Velociraptora je umro zajedno s Protoceratopsom s kojim se borio u trenutku smrti.
Prvi potvrđeni teropodi koji se nisu hranili mesom bili su Therizinosauroidea. Isprva smatrani prosauropodima, ovi enigmatični dinosauri su se kasnije pokazali kao vrlo specijalizovani biljožderi. Therizinosauri su imali veliki abdomen za varenje biljaka, malene glave s kljunom u kojem su bili zubi oblika lista. Daljnja istraživanja teropoda maniraptora i njihova srodnost s Therizinosauroidea su pokazali da ovi zadnji nisu bili jedini koji su napustili mesožderstvo. Još nekoliko grupa maniraptora pokazuju prilagodbe ishrani i biljkama i životinjama. Tu spadaju i prilagodbe ishrani sjemenjem (neki pripadnici Troodontidae) i kukcima (Avialae i Alvarezsauridae). Oviraptorosauria, Ornithomimosauria i napredni troodontidi su vjerojatno također bili svežderi, a izgleda da su se neki teropodi (poput Masiakasaurusa i Spinosauridae) specijalizirali za lovljenje ribe.

## Evolucija
Tijekom kasnog trijasa su postojali mnogi proto-teropodi i teropodi koji su evoluirali jedni uz druge.
Najraniji i najprimitivniji dinosauri mesožderi su bili argentinski Eoraptor i pripadnici Herrerasauria. Herrerasauri su postojali tijekom ranog dijela kasnog trijasa. Živjeli su u Sjevernoj i Južnoj Americi, a moguće i u Indiji i južnoj Africi. Njihova odlika je bila mozaik primitivnih i naprednih osobina. Neki paleontolozi su u prošlosti smatrali herrerasaure pripadnicima teropoda, dok su drugi mislili da su oni bazalni dinosauri koji su nastali prije nego što su se gmazokuki i pticokuki odvojili. Kladistička analiza je zaključila da su vjerojatnije bili rani teropodi.
Najraniji i najprimitivniji pravi teropodi ("Eutheropoda" - Pravi teropodi) su Coelophysoidea. Coelophysoidea su bili grupa rasprostranjenih, lako građenih i vjerojatno društvenih životinja. U njih su spadali maleni lovci poput Coelophysisa i (moguće) veći grabežljivci poput Dilophosaurusa. Ove uspješne životinje su preživjele od kasnog trijasa do rane jure. Iako su prije klasifikovani pod Ceratosauria i smatrani sporednom granom naprednijih teropoda, oni su možda bili preci svim drugim teropodima.
Nešto napredniji pripadnici Ceratosauria (uključujući i Ceratosaurusa i Carnotaurusa) su se pojavili tijekom rane jure i nastavili su do kasne jure u Lauraziji. Takmičili su se s anatomski naprednijim srodnicima i - u obliku abelisaurida - nastavili su do kraja krede u Gondwani.
Pripadnici Tetanurae su opet napredniji od Ceratosauria. Dijele se na Spinosauroidea (alternativno Megalosauroidea ili Torvosauroidea) i Avetheropoda. Megalosauridae su uglavnom bili grabežljivci perioda sredine jure do rane krede, a ostaci njihovih srodnika spinosaurida su uglavnom iz rane i srednje krede. Avetheropoda, kao što njihov naziv kaže, su bili srodniji pticama i dalje su se dijelili na Allosauroidea i Coelurosauria (vrlo veliku i raznoliku grupu dinosaura u koju spadaju i ptice).
Tijekom kasne jure nije bilo manje od četiri različite grupe teropoda - ceratosauri, megalosauri, allosauri, i coelurosauri — koji su se hranili brojnim većim i manjim biljožderima. Sve četiri grupe su preživjele do krede, a tri od njih (ceratosauri, coelurosauri i allosauri) su preživjeli do kraja doba dinosaura. Bili su geografsko odvojeni: ceratosauri i allosauri u Gondwani, a coelurosauri u Lauraziji.
Od svih grupa teropoda, coelurosauri su bili nadaleko najraznolikiji. Neke od grupa coelurosaura koje su "procvjetale" tijekom krede su bile Tyrannosauridae (u koje spada Tyrannosaurus), Dromaeosauridae (u koje spadaju Velociraptor i Deinonychus, koji su nevjerojatno slični Archaeopteryxu), pticama slični Troodontidae i Oviraptorosauria,  Ornithomimosauria ("oponašatelji nojeva"), neobični biljožderi s velikim pandžama - therizinosauri - i Avialae, u koje spadaju današnje ptice i jedina je grupa dinosaura koja je preživjela do danas. Iako su korijeni ovih grupa pronađeni sredinom jure, tek su tijekom rane krede postali mnogobrojni. Nekoliko paleontologa, kao što je Gregory S. Paul, je predložilo da su neki ili svi ovi napredni teropodi zapravo potomci letećih dinosaura ili praptica (Archaeopteryx, na primjer) koje su izgubile moć letenja i vratile se životu na tlu.

## Klasifikacija

### Povijest klasifikacije
Naziv Theropoda ("zvjerska stopala") je prvi smislio O.C. Marsh 1881. godine. Marsh ga je nazvao podredom u koji spada porodica Allosauridae, ali kasnije ga je proširio na pravi red u koji spadaju razni dinosauri "mesožderi", uključujući Megalosauridae (npr. rod Eustreptospondylus), Compsognathidae, Ornithomimidae, Plateosauridae i Anchisauridae (za koje s danas zna da su bili prosauropodi biljožderi) i Hallopodidae (koji su zapravo srodnici krokodila). Marshov red je zamijenio onaj kojeg je osmislio njegov rival, E.D. Cope, 1866. godine za dinosaure mesoždere - Goniopoda ("kutna stopala").
Do ranog 20-og stoljeća, neki paleontolozi, poput Friedricha von Huenea, više nisu smatrali da dinosauri mesožderi formiraju prirodnu grupu. Huene je napustio naziv Theropoda i umjesto njega je koristio Harry Seeleyjev red Saurischia, kojeg je Huene dijelio na podredove Coelurosauria i Pachypodosauria. Huene je svrstao većinu malenih teropoda u Coelurosauria, a one veće je svrstao u Pachypodosauria, za koje je smatrao da su preci Sauropoda (prosauropodi su u to vrijeme još uvijek smatrani mesožderima). U W.D. Matthewovom i Barnum Brownovom opisu prvog poznatog dromaeosaurida iz 1922. (Dromaeosaurus albertensis), oni su postali prvi paleontolozi koji su odvojili prosauropode od dinosaura mesoždera i pokušali su povratiti naziv Goniopoda za tu grupu, ali znanstvenici nisu prihvatili ni jedan njihov prijedlog.
Sve do 1956. naziv Theropoda se nije koristio kao takson koji je sadržavao dinosaure mesoždere i njihove potomke, kada je Alfred Romer ponovo klasificirao red Saurischia na dva podreda, Theropoda i Sauropoda. Ova početna divizija je preživjela do danas, s iznimkom prosauropoda, koje je Romer smatrao redom teropoda. Romer je također napravio podjelu između Coelurosauria i Carnosauria (koje je rangirao kao infraredove). Ovu dihotomiju je poremetilo otkriće Deinonychusa i Deinocheirusa 1969. godine, koji se nisu mogli svrstati ni u jedan infrared. Zbog ovoga je u kasnim 1970-im Rinchen Barsbold stvorio nove infraredove: Coelurosauria, Deinonychosauria, Oviraptorosauria, Carnosauria, Ornithomimosauria i Deinocheirosauria.
S pojavom kladističke i filogenetske nomenklature u 1980-im i njihovim razvojem 1990-ih i 2000-ih godina, počela se pojavljivati jasnija slika srodnosti teropoda. Neke veće grupe teropoda je nazvao Jacques Gauthier 1986. godine, uključujući kladus Tetanurae za jednu granu početne podjele teropoda s drugom grupom, Ceratosauria. Kako je na svjetlost izlazilo više informacija o srodnosti između dinosaura i ptica, teropodi sličniji pticama su se svrstavali u kladus Maniraptora (kojeg je Gauthier također nazvao 1986. godine). Kada su znanstvenici podržali ideju da su ptice nastale direktno od maniraptora onda su one priznate kao njihovi jedini predstavnici.

### Glavne grupe
Teropodi su vrlo raznolika grupa i identifikovane su mnoge glavne grupe iz perioda Mezozoika:
- †Herrerasauridae, vjerojatno rani teropodi, iako bi mogli biti i primitivni pripadnici Saurischia ili možda uopće nisu dinosauri.
- †Coelophysoidea, primitivni teropodi u koje spada i Coelophysis.
- †Ceratosauria, u koje spadaju i Ceratosaurus i abelisauridi. Ovi zadnji su bili važni grabežljivci na južnim kontinentima tijekom kasne krede.
- †Dilophosauridae, teropodi s hrbatima na glavi, ponekada svrstavani s Coelophysoidea.
- Tetanurae, glavna grupa naprednijih teropoda.
  - †Spinosauroidea, u koje spadaju i megalosauri i spinosauridi.
  - Avetheropoda, napredniji teropodi slični pticama.
    - †Allosauroidea, u koje spada i Allosaurus i bliski srodnici poput pripadnika Carcharodontosauridae.
    - Coelurosauria, raznolika grupa s vrstama raznih veličina.
      - †Tyrannosauroidea, maleni do ogromni grabežljivci, često s redukovanim prednjim udovima.
        - †Coeluridae

      - †Ornithomimosauria, "oponašatelji nojeva", većinom bezubi i vjerojatno svežderi.
      - Maniraptora, ptice i njihovi najbliži srodnici, svi su imali perje, mnogi su svežderi ili biljožderi.
        - †Therizinosauroidea, dvonožni biljožderi s velikim pandžama na rukama i malenim glavama.
        - †Alvarezsauridae, maleni kukcožderi slični pticama s izuzetno kratkim rukama.
        - †Oviraptorosauria, većinom bez zuba; njihova ishrana i način života su nepoznati.
        - †Deinonychosauria, popularno zvani "raptori", svežderi vrlo slični pticama, neki su potpuno mesožderi.
        - Avialae, grupa u koju spadaju današnje ptice (jedini preživjeli dinosauri) i drugi krilati teropodi.
          - †Scansoriopterygidae, maleni kukcožderi koji su možda živjeli na drveću.
          - Aves, ptice

## Drugi projekti
|  | Zajednički poslužitelj ima još gradiva o temi teropodi |
|  | Wikivrste imaju podatke o taksonu teropodima           |